# Ludolf Sickinghe
Jonker Ludolf (ook: Lulef, Ludolphus of Luloff Sickinghe (±1380 - na 1458) was een Nederlands burgemeester en raadsheer van de stad Groningen. Hij was met zijn vader Johan Sickinghe (†1421/1445) betrokken bij het oproer in 1413 tussen de Schieringers en Vetkopers. Het bleek een van de aanleidingen tot de Grote Friese Oorlog.
Sickinghe droeg bij aan de uitbouw van de Martinikerk te Groningen in 1430. Zo is zijn familiewapen te vinden op een van de sluitstenen van de kooromgang van de kerk.

## Leven
Ludolf Sickinghe, telg uit het oud adellijke geslacht Sickinghe, werd geboren als zoon van Johan Sickinghe (†1421/1445) en Jeije (Jey) van Heemstra (†1456). Zijn vader was in 1407 en 1411 burgemeester van de stad Groningen. Sickinghe had zijn naam waarschijnlijk te danken aan Ludolfus Sickinghe (ca. 1245), burgemeester van Groningen aan het eind van de dertiende eeuw. De grootvader van Ludolf was Lubbert Sickinghe (±1320 - ±1390), eveneens burgemeester van de stad Groningen en erkend stamvader van het geslacht Sickinghe.      
Ludolf was de broer van Evert Sickinghe (±1390 - ±1472), proost van Loppersum, hoofdeling te Winsum en schoonzoon van de Oost-Friese hoofdeling en legeraanvoerder Focko Ukena. Ook Feyo I Sickinghe, heer van de borg te Winsum, was zijn broer. Ludolf was samen met zijn vader Johan en zijn andere broer Lubbert lid van het brouwersgilde van Groningen in 1424.

Hij was de vader van Grete Sickinghe (overl. voor 1480). Zij was getrouwd met Doeke Allerts (to Godlinze) met wie zij een zoon kreeg; Evert Sickinghe, hoofdeling te Godlinze. Evert trouwde met Frouke ter Borch en zij hadden een erfdochter genaamd; Tryntie/Trine Sickinghe (geb. circa 1465-† tussen 1491 en 1500), erfvrouwe van Godlinze, de eerste echtgenote van Eggerinck Ripperda, telg uit het adellijke geslacht Ripperda. Grete hertrouwde met Eise Mensema (vermeld vanaf 1450); hij verkreeg het gildrecht in 1454 en was lid van het brouwersgilde ca. 1460.

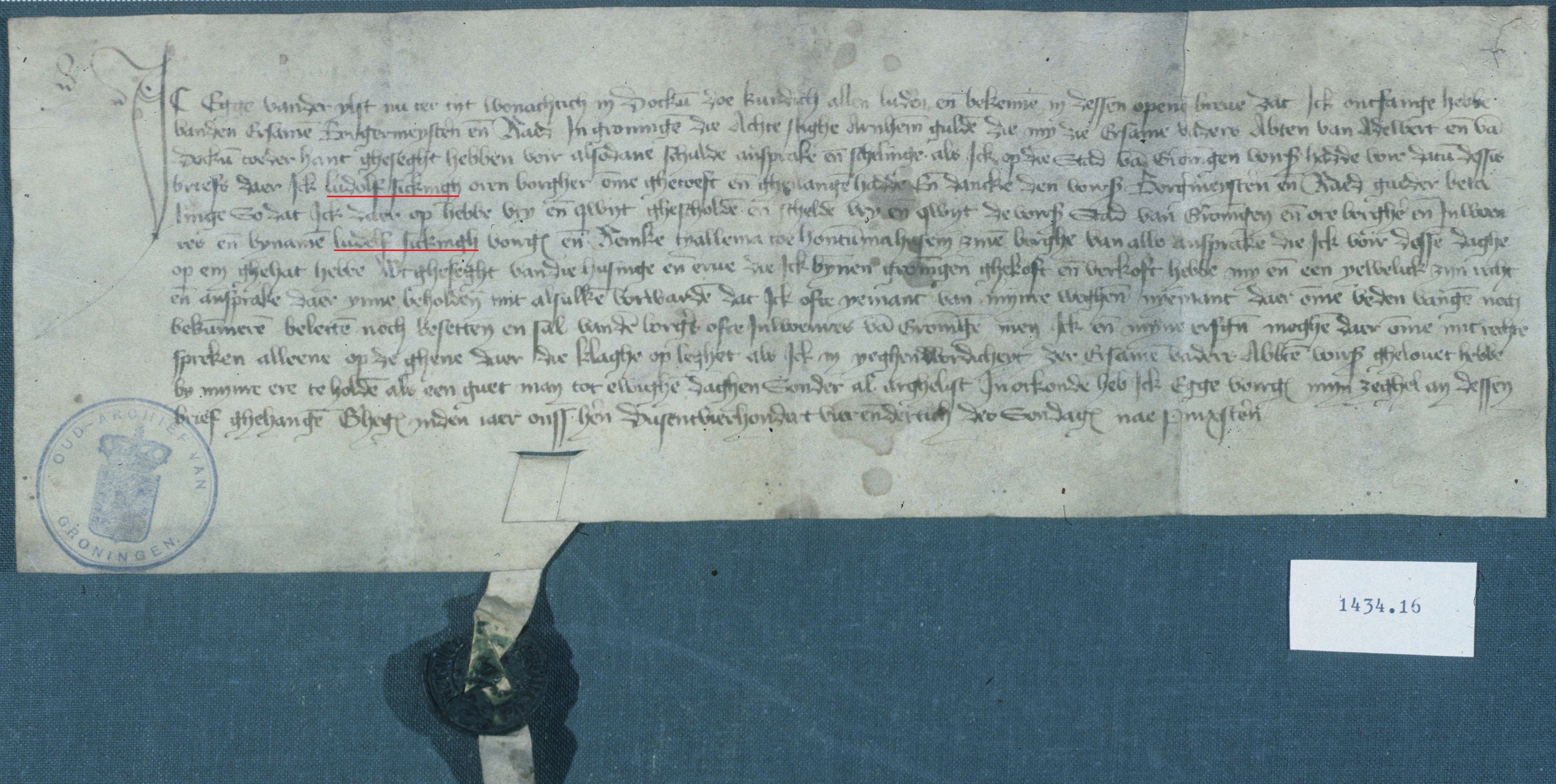
Ludolf Sickinghe genoemd op de afgeloste akte van schuldbekentenis en kwitanties door burgemeesters en raad van Groningen aan Egge van der IJlst te Dokkum.

Sickinghe was daarnaast mogelijk de vader van een vrouw genoemd Ghysele; waarschijnlijk vernoemd naar de eerste vrouw van de vader van Ludolf. Deze Ghysele was getrouwd met Sybrand II Ockensoen Tho Loquard.
Hij was een oom van de burgemeester en hoofdman van Groningen Peter Sickinghe (1455-1532); bekend staatsman en destijds een van de aanzienlijkste leden van het patriciaat.      
Sickinghe werd in 1434 ontvoerd en gevangen gezet door Egge van IJlst van Dokkum vanwege een vordering van Egge op de stad Groningen. Borg voor de 'Stad-Groninger edelman Ludolf Sickinghe' stond Remka Tjallema te Hantumhuizen. In 1434 gaf Egge een kwitantie aan de stad van het betreffende bedrag. Ludolf werd hierop uiteindelijk vrijgelaten.

## Bijdrage Martinikerk Groningen

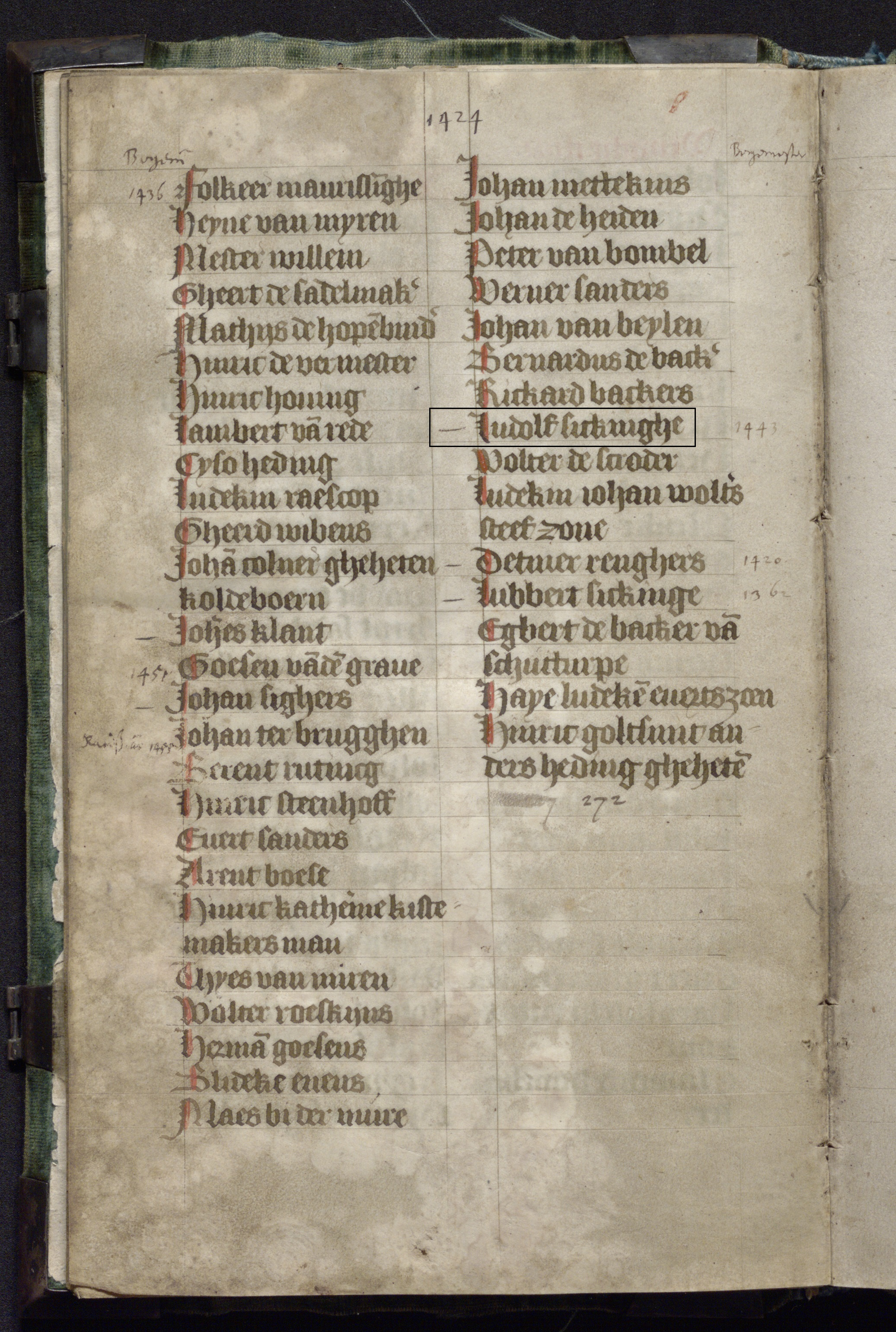
Burgemeester Ludolf Sickinghe op de naamlijst van het Brouwersgilde te Groningen in 1424

Begin 15e eeuw werd de Martinikerk te Groningen flink uitgebouwd. Rond 1430 begon men met het aanbrengen van een kooromgang. Dat Sickinghe heeft bijdragen aan deze verbouwing is te zien aan een van de sluitstenen van de kooromgang. Hierop is het familiewapen van Ludolf Sickinghe te zien. Schildhouders van het wapen zijn een hond en een adelaar. Op de overige sluitstenen vindt men de familiewapens van Bruen Clinghe, Reynolt Huginge en Coenraet de Vos van Steenwijk.

## Loopbaan
Ludolf Sickinghe volgde in 1412 zijn vader Johan Sickinghe op als burgemeester van Groningen. Ook in de jaren 1428, 1431, 1432, 1436, 1437 en 1443 was Ludolf burgemeester van de stad. Hij was raadsheer in ten minste 1409, 1415 en 1453. 
Sickinghe was als lid van de raad van Groningen aanwezig bij de huldiging van de bisschop Rudolf van Diepholt (1390-1455) te Groningen in 1453. In datzelfde jaar was hij als raadslid aanwezig bij het besluit van de burgemeesters om het stapelrecht in te voeren en de daaropvolgende acties van het daartegen protesterende raadslid Warner Smit. 

## Rol bij het oproer in 1413
In 1413 kwamen de partijtwisten tussen de Schieringers en Vetkopers tot een hoogtepunt. De gebeurtenissen in dit jaar bleken uiteindelijk de aanleiding tot de Grote Friese Oorlog. 
Een langdurige vete tussen de Oost-Friese Hoofdelinggeslachten Tom Brok en Abdena hadden als gevolg dat Keno tom Broke (†1417) de stad Emden op 21 oktober 1413 veroverde. De stad was de thuisbasis van de familie Abdena. Hisko Abdena (†1429), proost van Emden en hoofd van de familie voelde zich gedwongen om de stad te ontvluchten. Hij trok richting de Ommelanden waarna hij de poorten van de stad Groningen bereikte. Het bestuur in Groningen zat echter niet te wachten op zijn komst. Het stadsbestuur, waaronder de Bronkhorsten en Onstamannen waren namelijk Vetkopers gezind. Deze zagen niks in de komst van de 'Schieringer' Abdena. Dit leidde tot grote ontevredenheid van de Schieringers in de stad. Deze stonden namelijk aan de kant van Hisko.  

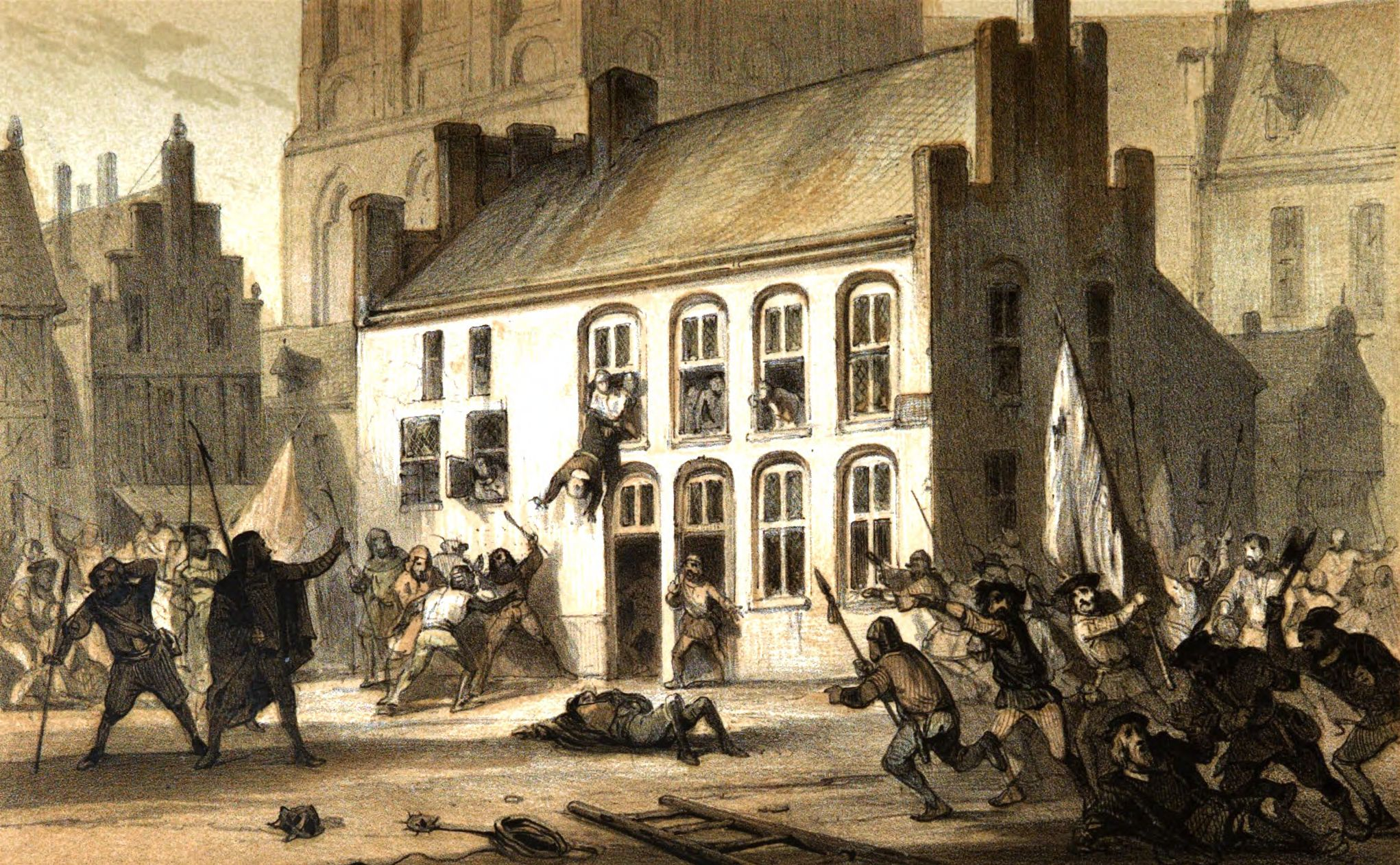
Het oproer te Groningen op 23 oktober 1413, afgebeeld door Carel Christiaan Anthony Last

Waar de heren Rengers, Clant, Huginge, Clinge en Brugge in het geheim aan het hoofd van de Vetkopers kwamen te staan, zo stond de belangrijke Fries-Groningse hoofdeling Coppen Jarges (†1420) aan het hoofd van de Schieringers. Hij werd gesteund door de oud-burgemeesters Ludolf en zijn vader Johan Sickinghe, Bernard, Evert Wigbolt, Jan Wicheringe en andere raadsheren. De machtsstrijd kwam tot een hoogtepunt, een bloedig volksoproer volgde.  
Op 23 oktober 1413 hield de raad van Groningen een bijeenkomst op het raadhuis. Coppen Jarges en de zijnen bestormden het huis en overvielen de aanwezige, 'Vetkopers gezinde' raadsleden. De burgemeester Johan Rengers, leider van de Vetkopers, werd door Coppen Jarges, Johan- en zijn zoon Ludolf Sickinghe, Bernardo en Radingus Hornekenius te midden van de raad doodgestoken en uit het raam van het rechtshuis gegooid. Ook twee andere raadsleden, Albert Borelts en Johan Hekman werden uit het raam gegooid en op straat door de woedende menigte vermoord. Ook het nageslacht was niet veilig en de meesten werden door Coppen Jarges en zijn aanhangers vermoord. Zo werd Hendrik O. Clant achtervolgd en voor zijn huis vermoord. Albert Clant werd terwijl hij zat te eten in zijn huis aan de westkant van de markt vermoord. Zijn zoon Wijbrant Clant en de zoon van de doodgestoken burgemeester Johan Rengers, Ditmer Rengers, wisten ternauwernood aan het geweld te ontsnappen en vluchtten naar het Franciskanerklooster.  
Coppen Jarges wist alle aanhang van de Vetkopers uiteindelijk uit de stad te verdrijven. Hij werd in 1414 zelfs burgemeester van de stad. De op hun beurt gevluchte Vetkopers sloten zich aan bij Keno Tom Broke en deze belegerde in 1415 de kastelen van Rheide, Termunten en Delfszijl in de Ommelanden. Niet veel later viel ook de stad Groningen in zijn handen. Coppen sloeg op de vlucht naar Westerlauwers Friesland. Het conflict zou uiteindelijk nog jaren duren en pas op 1 januari 1422 volgde de 'Groninger Zoen', ofwel wel de Vrede van Groningen.

## Optreden tegen valsmunterij

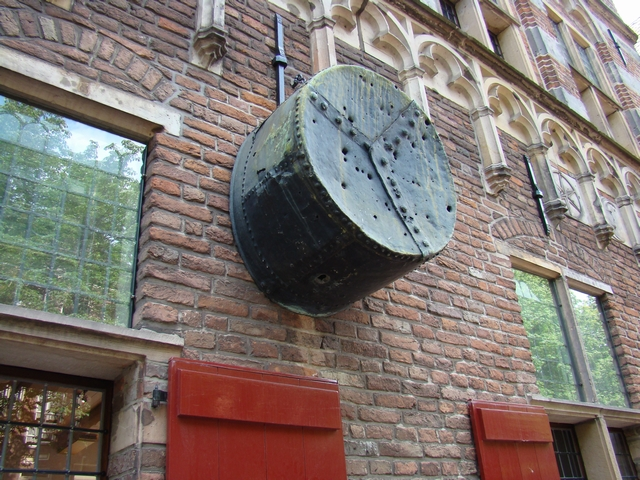
Een koperen ketel uit 1434 (te Deventer) waarin valsmunters levend werden gekookt.

In de late middeleeuwen werden valsmunterij zwaar bestraft. Zo ook in Groningen. De straffen moesten destijds een zeer afschrikwekkende werking hebben. In het jaar 1437 was Ludolf Sickinghe de voorzittend burgemeester van de vier burgemeesters van de stad. De periodes waarin de burgemeesters voorzitter waren liepen als volgt:
1. Van Petri ad Cathedram (22 februari) tot Pinksteren.
2. Van Pinksteren tot Vrijmarkt (deze begon te Groningen op 8 september)
3. Van Vrijmarkt tot Sint-Andries (30 november)
4. Van Sint-Andries (30 november) tot Petri ad Cathedram

De periode waarin Ludolf Sickinghe dat jaar voorzitter was liep van 'Pinksteren tot Vrijmarkt'. In die periode werd onder zijn bestuur een valsmunter levend gekookt in een ketel op de mark. De valsmunter had samen met twee broeders in een kelder in Haren gouden en zilveren munten versmolten. Zijn beide broers (of broeders) werden gespaard, een van hen op speciaal verzoek van de abt van Aduard, Roelef Vriezen. De drie broers waren allen afkomstig uit Amersfoort (destijds de lande van Gelre).